# Amatersko prvenstvo Francije 1954
Amatersko prvenstvo Francije 1954 v tenisu.

## Moški posamično
Tony Trabert :  Art Larsen 6-4, 7-5, 6-1

## Ženske posamično
Maureen Connolly :  Ginette Bucaille 6-4, 6-1

## Moške dvojice
Vic Seixas /  Tony Trabert :  Lew Hoad /  Ken Rosewall  6–4, 6–2, 6–1

## Ženske dvojice
Maureen Connolly /  Nell Hall Hopman :  Maude Galtier /  Suzanne Schmitt 7–5, 4–6, 6–0

## Mešane dvojice
Maureen Connolly /  Lew Hoad :  Jacqueline Patorni /  Rex Hartwig  6–4, 6–3